# Summer of Love (chanson de Cascada)
Pour les articles homonymes, voir Summer of Love (homonymie).
Singles de Cascada
Night Nurse
(2011) The Rhythm of the Night
(2012)
Summer of Love est un single du groupe Cascada dont la sortie numérique s'est faite le 30 mars 2012 en Allemagne, et le 6 avril 2012 en France. Il s'agit d'un titre de leur Best Of Back on The Dancefloor.

## Clip vidéo
Le clip Summer Of Love est disponible depuis le 22 mars 2012 sur Dailymotion.
La vidéo a été tournée sur la plage de Las Teresitas, l'une des plages de la municipalité de Santa Cruz de Tenerife, sur l'île de Tenerife (Îles Canaries, Espagne).

## Singles
| - CD Single 1. Summer Of Love (Video Edit) 2. Summer Of Love (Michael Mind Project Radio Edit) - Téléchargement : Amazon / Musicload 1. Summer Of Love (Video Edit) 2. Summer Of Love (Michael Mind Project Radio Edit) 3. Summer Of Love (Extended Mix) 4. Summer Of Love (Michael Mind Project Remix) - Téléchargement : iTunes (Special Version - EP) 1. Summer Of Love (Video Edit) 2. Summer Of Love (Michael Mind Project Radio Edit) 3. Summer Of Love (Extended Mix) 4. Summer Of Love (Michael Mind Project Remix) 5. Summer Of Love (Ryan T. & Rick M. Remix) 6. Summer Of Love (Ryan T. & Rick M. Radio Edit) | - Téléchargement : iTunes (Special Version - EP) 1. Summer Of Love (Original) 2. Summer Of Love (Michael Mind Project Radio Edit) 3. Summer Of Love (Ryan T. & Rick M. Radio Edit) 4. Summer Of Love (Extended Mix) 5. Summer Of Love (Michael Mind Project Remix) 6. Summer Of Love (Ryan T. & Rick M. Remix) |  |

## Classement par pays
| Classement (2012)              | Meilleure position |
| ------------------------------ | ------------------ |
| Allemagne (Media Control AG)   | 13                 |
| Autriche (Ö3 Austria Top 40)   | 7                  |
| Danemark (Tracklisten)         | 21                 |
| France (Club 40)               | 9                  |
| France (SNEP)                  | 23                 |
| France (SNEP Airplay)          | 7                  |
| Pays-Bas (Single Top 100)      | 79                 |
| Suisse (Schweizer Hitparade)   | 13                 |
| Royaume-Uni (UK Singles Chart) | 123                |
| Royaume-Uni (UK Dance Chart)   | 22                 |

## Historique de sortie
| Pays        | Date         | Format                           | Label                |
| ----------- | ------------ | -------------------------------- | -------------------- |
| Autriche    | 30 mars 2012 | Téléchargement digital /Physique | Zooland              |
| Allemagne   | 30 mars 2012 | Téléchargement digital /Physique | Zooland              |
| Suisse      | 30 mars 2012 | Téléchargement digital /Physique | Zooland              |
| États-Unis  | 30 mars 2012 | Téléchargement digital /Physique | Zooland              |
| France      | 6 april 2012 | Téléchargement digital /Physique | Zooland              |
| Royaume-Uni | 2 juin 2012  | Téléchargement digital /Physique | All Around the World |